# Ala femenina
Un ala femenina es una organización afiliada a un partido político que consiste en la participación femenina de ese partido o actos de promoción de las mujeres dentro de ese partido. Tienen diferentes roles y tipos, habiendo algunas que dan a las mujeres la opción de unirse y otras que las inscriben automáticamente. La intención es alentar a la población femenina a unirse a las estructuras formales del partido, pero en un ambiente más cómodo para ellas.
Las alas femeninas varían en estructura, pero las más exitosas tienen una fuerte relación con su partido político afiliado. En algunos casos, las integrantes de la rama pueden ocupar «posiciones de liderazgo en el comité ejecutivo del partido» y, por lo tanto, situarse como una parte crucial de los asuntos del partido. Algunas alas femeninas también pueden tener un nivel de autonomía con respecto a su partido político asociado para «permitir que las integrantes de la rama se sientan cómodas al plantear cuestiones que inicialmente pueden ser controvertidas o hacer que el liderazgo masculino se sienta incómodo». La financiación proporcionada para la rama femenina puede ser asignada por el partido político asociado o recaudada independientemente por la rama femenina. Las alas femeninas pueden existir en todos los lados del espectro político.